# IC 2659
IC 2659 је појединачна звијезда у сазвјежђу Лав која се налази на листи објеката дубоког неба у Индекс каталогу.
Деклинација објекта је + 12° 53' 14" а ректасцензија 11h 15m 28,0s.